# Тэрудзи Исудзу
Тэрудзи Исудзу (яп. 石津 照璽; 1903—1972) — японский философ, религиовед, профессор, декан факультета литературы и президент Университета Тохоку.

## Биография
Окончил факультет литературы, факультет религии и истории религии Токийского университета (1926). После работы в качестве ассистента профессора в Токийском университете и лектора в университете Нихон занял должность доцента (1931) на факультете права и литературы Императорского университета Тохоку в 1938 году, профессором в 1943 году, профессором факультета литературы в университете Тохоку. Декан факультета литературы (с 1960) и 11-й президент Университета Тохоку (1963—1965). Вышел на пенсию (1966), получив звание почётного профессора. 
Работал профессором в университете Кейо и университете Комадзава. Президент Японского религиозного общества (с 1956). Член Научного совета Японии (1954—1967). Вице-президент Международного общества религии и истории религии (1960). Участвовал в восстановлении университета Айти в префектуре Айти.